# Kościół Pamięci Królowej Luizy we Wrocławiu
Kościół Pamięci Królowej Luizy (niem. Königin-Luise-Gedächtniskirche) – ewangelicki kościół, który znajdował się przy ul. Krakowskiej na Przedmieściu Oławskim we Wrocławiu. Zniszczony w czasie II wojny światowej.

## Historia
Kościół wybudowano w latach 1913-1915. Jego projektantem był wyłoniony w drodze konkursu architekt Ewald Wachenfeld pochodzący z Hagen. Wybudowana w technice żelbetowej bryła świątyni stylowo zbliżona była do uproszczonych i zgeometryzowanych form historycznych. Dominantą była dostawiona od strony północnej wieża zegarowa z dzwonnicą. W czasie II wojny został zniszczony.

## Literatura
- Rafał Eysymontt, Jerzy Ilkosz, Agnieszka Tomaszewicz, Jadwiga Urbanik (red.): Leksykon architektury Wrocławia. Wrocław: Via Nova, 2011, s. 538.